# Wachfeld
Wachfeld ist ein Gemeindeteil der Gemeinde Auhausen im schwäbischen Landkreis Donau-Ries Bayern.

## Gemeindezugehörigkeit
Der Weiler gehört bereits seit der Gemeindebildung im 19. Jahrhundert zu Auhausen. Bei der Volkszählung 1871 zählte der Ort vier Wohngebäude und 30 Einwohner. Der Weiler konnte seinen bäuerlichen Charakter bis in die Gegenwart bewahren.